# Hay Anna
Hay Anna (Budapest, 1983. október 15. –) magyar színésznő.

## Életpályája
2008-ban végzett a Kaposvári Egyetem Művészeti Kar színművész szakán. Ezt követően előbb a Szputnyik Hajózási Társaság társulatának tagja lett, majd függetlenként folytatta pályáját. Rendszeresen szinkornizál is.

## Színházi szerepei
- Max Frisch: Biedermann és a gyújtogatók (Új Színház, 2004, rendező: Taub János)
- István és a többiek (Terényi Színházi Napok, 2005, rendező: Nagy Mari) – Sarolt
- Móricz Zsigmond: Úri muri (kaposvári Csiky Gergely Színház, 2007, rendező: Rusznyák Gábor)
- William Shakespeare: Rómeó és Júlia (kaposvári Csiky Gergely Színház, 2007, rendező: Funk Iván)
- Mihail Bulgakov: Bíborsziget (kaposvári Csiky Gergely Színház, 2008, rendező: Babarczy László) – Lidia Ivanovna / Lady Glenarvan
- Peter Weiss: Marat/Taram (Kaposvári Egyetem, 2008, rendező: Rusznyák Gábor)
- Sergi Belbel: A vér (kaposvári Csiky Gergely Színház, 2008, rendező: Kocsis Pál)
- Vékes Csaba: Piranhák (kaposvári Csiki Gergely Színház , 2008, rendező: Vékes Csaba) – Phaedra
- Bodó Viktor: Bérháztörténetek 0.1 (Szputnyik Hajózási Társaság, 2008, rendező: Bodó Viktor)
- Moldova György: A vágánybenéző (Szputnyik Hajózási Társaság, 2008, rendező: Göttinger Pál) – Bizalmi
- Juhász Kristóf: ReHab (Szputnyik Hajózási Társaság, 2009, rendező: Bodó Viktor)
- Carlo Goldoni: Terecske (Zsámbéki Színházi Bázis, 2009, rendező: Kovács D. Dániel) – Donna Catte
- Tasnádi István: Tranzit (Szputnyik Hajózási Társaság, 2009, rendező: Bodó Viktor)
- Peter Handke: Az óra, amikor semmit sem tudtunk egymásról (Szputnyik Hajózási Társaság, 2009, rendező: Bodó Viktor)
- Vinnai András: Kockavető (Szputnyik Hajózási Társaság, 2010, rendező: Bodó Viktor)
- John Arden: Élnek, mint a disznók (Szputnyik Hajózási Társaság, 2010, rendező: Göttinger Pál) – Rosie, Tengerész lánya
- Törmelékek (Szputnyik Hajózási Társaság, 2010, rendezők: Bodó Viktor, Czukor Balázs, Dömötör András és Kárpáti István)
- Mihail Bulgakov: A Mester és Margarita (Szputnyik Hajózási Társaság, 2010, rendező: Bodó Viktor) – Hella
- Anton Pavlovics Csehov: Cseresznyéskert I. (Szputnyik Hajózási Társaság, 2011, rendező: Bodó Viktor) – Várja, Ranyevszkaja fogadott leánya
- Szophoklész: Antigoné (Szputnyik Hajózási Társaság, 2011, rendező: Gigor Attila) – Antigoné
- Tom Stoppard: Rosencrantz és Guildenstern halott (Szputnyik Hajózási Társaság, 2011, rendező: Gigor Attila) – Királynő
- Róbert Júlia – Bodó Viktor: Anamnesis (Katona József Színház, 2012, rendező: Bodó Viktor)
- Faragó Zsuzsa: Négyeshatos (Stúdió K Színház, 2012, rendező: Forgács Péter)
- Fábián Gábor: Pirézek (Mentőcsónak Egység, 2012, rendező: Fábián Gábor)
- Howard Barker: Európa, Európa (Stúdió K Színház, 2012, rendező: Koltai M. Gábor) – Susanna, Katrin nővére
- Hamvai Kornél – Varró Dániel – Darvas Benedek: A zöld kilences (Vígszínház, 2012, rendező: Ascher Tamás) – Harmadik kéjnő / Úriasszony
- Franz Kafka – Soós Attila – Fekete Ádám: A kastély (I.) (Ódry Szinpad, 2012, rendező: Soós Attila) – Olga
- Nick Hornby: A hosszabbik út (Szputnyik Hajózási Társaság, 2013, rendező: Gigor Attila) – Jess
- Szeredás András – Fodor Tamás: „Mélyen Tisztelt K!” (Stúdió K Színház, 2013, rendező: Fodor Tamás) – Olga
- Georg Büchner: Lenz (Trojka Színházi Társulás, 2013, rendező: Soós Attila) – Judit, Oberlin felesége
- Ödön von Horváth – Fekete Ádám: Válasszunk párt! (HOPPart Társulat, 2014, rendező: Polgár Csaba)
- Vinnai András: Pizza Kamikaze (Gólem Színház, 2014, rendező: Borgula András)
- John Fowles – Sarah Kane – Soós Attila: Cleansed (Trojka Színházi Társulás, 2014, rendező: Soós Attila)
- First Flirt (Trojka Színházi Társulás, 2014, rendező Soós Attila)
- Fábián Gábor: Szociopoly (Mentőcsónak Egység, 2014, rendező: Fábián Gábor)
- Németh Virág: Szakácskönyv a túlélésért (Gólem Színház, 2014, rendező: Borgula András)
- Jean Genet: Saïd (Trojka Színházi Társulás, 2015, rendező: Soós Attila) – Az Anya
- Helen Edmundson: Irtás (Forte Társulat, 2015, rendező: Horváth Csaba) – Madeleine Preston
- Fjodor Mihajlovics Dosztojevszkij: Bűn és bűnhődés (Forte Társulat, 2015, rendező: Horváth Csaba) – Szonya Marmeladova
- Reginald Rose: Tizenkét dühös ember (Katona Sufni, 2015, rendező Gigor Attila)
- Mikó Csaba: Offroad (Trojka Színházi Társulás, 2016, rendező: Soós Attila) – Andi
- Hárs Anna: Árvaálom (Trafó, 2016, rendező: Schermann Márta)
- Hajdu Szabolcs: Ernelláék Farkaséknál (Maladype Színház, 2016, rendező: Hajdu Szabolcs) – Laura
- Boross Martin – Thury Gábor: Emlékek klinikája (Stereo Akt, 2017, rendező: Boross Martin)
- Vinnai András – Mózsik Imre – Litkai Gergely – Egger Géza – Znajkay Zsófia: A politikusok lelki világa (DEKK Színház, 2018, rendező: Bánki Gergely)

## Film- és tévészerepei
- Berosált a rezesbanda (2013) – Titkárnő
- Harmadnapon (2013, rendezte: Dombrovszky Linda) – Nővér
- Fapad (2015, rendezte: Zomborácz Virág) – Bőröndtulajdonos
- Partizánok (2016, rendezte: Szabó Szonja) – Tanító néni
- Egynyári kaland (tévésorozat, 2017)
- Apró mesék (2019, rendezte: Szász Attila) – Prostituált
- A pokol élővilága (2023, rendezte: Hartung Attila)
- Valami madarak (2023, rendezte: Hevér Dániel) – Pszichológus

## Fontosabb szinkronszerepei
- Az élet kész regény – Nora Winkle (Geraldine Chaplin)
- Írd a karjára: Szeretnek! – Jessie (Juliana Harkavy)
- A lázadás kora: Michael Kohlhaas legendája – A hercegnő (Roxane Duran)
- Éjféli gyors Lisszabonba – Estefânia fiatalon (Mélanie Laurent)
- Harmadik fél – Sam (Loan Chabanol)
- Molly Maxwell – Gala (A.K. Shand)
- Senki többet – Claire Ibbetson (Sylvia Hoeks)
- 22 Jump Street – A túlkoros osztag – Mercedes (Jillian Bell)
- Barátnőm, Victoria – Victoria (Guslagie Malanga)
- Beépített hiba – Shasta Fay Hepworth (Katherine Waterston)
- Bocs, hogy szeretlek – Miriam (Mariona Ribas)
- Fidelio – Alice utazása – Rebecca nővér (Aurélie Girard)
- A futár – Jasmine Griffiths (Georgina Haig)
- Ha maradnék – Liddy (Chelah Horsdal)
- Brooklyn – Rose (Fiona Glascott)
- A homár – Magányosok vezetője (Léa Seydoux)
- Az Igazság Ligája a Bizarro Liga ellen – Giganta hangja
- Into the Badlands – Jade (Sarah Bolger)
- Spectre – A Fantom visszatér – Estrella (Stephanie Sigman)
- Lánytesók – Mrs. Geernt (Britt Lower)
- Marilyn Monroe titkos élete – Ida Bolender (Gloria Gruber)
- Sinister 2. – Az átkozott ház – Courtney Collins (Shannyn Sossamon)
- A szállító – Örökség – Maïssa (Noémie Lenoir)
- Az utolsó boszorkányvadász – Helena (Lotte Verbeek)
- Bezárva – Grace (Crystal Balint)
- Éjszaka a kísértetházban – Beverly (Karen Holness)
- Guernica – Teresa (María Valverde)
- Háború és béke – Helene Kuragina (Tuppence Middleton)
- Kamper – Mania (Marta Nieradkiewicz)
- Szerelmes karácsony – Violet (Diane Johnstone)
- Pókember: Idegenben – Victoria (Clare Dunne)